# Akvedukt Padrea Temblequea
Akvedukt Padrea Temblequea ili Zempoala akvedukt je akvedukt koji povezuje meksičke države México i Hidalgo u središnjem Meksiku, između gradova Zempoala i Otumba. Ovaj stari sustav kanala iz 16. stoljeća obuhvaća slivna područja, izvore, distribucijske kanale, bazene i arkadne akvedukte; ali i najviši pojedinačni arkadni akvedukt ikad izgrađen. Njegovu izgradnju započeo je franjevački redovnik, Padre Tembleque, a izgrađen je uz potporu lokalnih autohtonih zajednica.
Izgrađen je od 1530. do 1570. godine u duljini od 45 km s početkom od vulkana Tecajete, istočno od Zempoala, i s krajem u mjestu Otumba. Uglavnom se pruža po tlu, ali na dionicama ide kroz zemlju i visoko iznad kotlina i dolina, uključujući tri arkadna akvedukta. Prva kolonada arkada ima 46 lukova druga 13 i treća 67 lukova. Najviši, treći dio prelazi preko kotline Papalote i poznat je kao „Glavna arkada” s najvišim lukom od 38,75 metara.
Ovaj vodovodni sustav je primjer razmjene utjecaja između europske tradicije starorimskih akvedukta i tradicionalnih srednjoameričkih građevinskih tehnika, uključujući korištenje adobea. Zbog toga je upisan na UNESCO-ov popis mjesta svjetske baštine u Sjevernoj Americi 2015. godine.

## Poveznice
- Akvedukt u Segoviji
- Akvedukt Pontcysyllte
- Vanvitellijev akvadukt

Ostali projekti
|  | Zajednički poslužitelj ima još gradiva o temi Akvedukt oca Temblequea |